# ヘイリオン
ヘイリオン（英: Haleon plc）は、イギリス・サリー・Weybridgeに本拠を置く、コンシューマー医薬品メーカー。グラクソ・スミスクラインのコンシューマー・ヘルスケア事業のスピンオフにより、2022年7月に設立された。ロンドン証券取引所、ニューヨーク証券取引所上場企業（LSE: HLN、NYSE: HLN）。

## 沿革
2018年12月、グラクソ・スミスクライン（GSK）はファイザーとの合弁事業に合意し、両社のコンシューマー向けブランド（ニコレット、エキセドリン、Centrum、Caltrateなど）が単一の事業体のもとに保有されることとなった。合弁事業の株式はGSKが約3分の2、ファイザーが約3分の1を保有することとなったが、3年を目途に株式上場させ、GSKは医療用の医薬品およびワクチンの製造に集中することになった。新会社の設立および株式上場は2022年7月18日に完了、会長にはテスコの前CEOのDave Lewis、CEOはGSK出身のBrian McNamaraが着任した。
ヘイリオンの保有ブランドは、ポリデント、シュミテクト、バイオティーン、アクアフレッシュなどの、オーラルケアブランドが最大の割合を占めている。

## 日本法人
ヘイリオンの日本法人はHaleonジャパン株式会社（Haleon Japan K.K.）である。本社は分離前の親会社であったグラクソ・スミスクライン株式会社と同じである（2017年10月にGSKグループ日本法人の本社移転に合わせ、当社も本社が移転された）。
2015年3月に、グラクソ・スミスクライン株式会社のコンシューマーヘルスケア事業とノバルティスファーマのOTC事業を統合し、両社による合弁会社としてグラクソ・スミスクライン・コンシューマー・ヘルスケア・ジャパン株式会社（GlaxoSmithKline Consumer Healthcare Japan K.K.、以下GSK CHJ社）が設立された。設立当初は従来通り、グラクソ・スミスクライン株式会社とノバルティス ファーマ株式会社がそれぞれ販売を担当。その後、2016年からはグラクソ・スミスクライン株式会社から承継した製品が順次、GSK CHJ社へ移行。また、ノバルティスファーマ株式会社が取り扱っていたOTC医薬品も5月30日をもって製造販売承認をGSK CHJ社が承継したことで、OTC医薬品のGSK CHJ社への承継・統合を完了した。
また、2021年4月30日をもって鼻孔拡張テープの「ブリーズライト」の当社での販売を終了し、5月1日付で佐藤製薬へ承継された。
2022年7月のヘイリオンの発足に伴って、GSK CHJ社はヘイリオンの日本法人へ移行された。当面の間は社名変更は行われず、製品における「GSK」旧ロゴも維持され、一部を除く製品のパッケージの裏面などに記載されている「©(西暦) GSKグループ」の表記もそのままであった。
法人名変更に関しての日本国内での準備が整ったことに伴い、2024年9月2日付でHaleonジャパン株式会社へ社名変更され、日本国内でも「Haleon」へ変更・統一された。社名変更に先立ち、同年3月に発売された「シュミテクト プラチナプロテクトEX」以降に発売された製品やパッケージ変更を行った一部の製品パッケージで「GSK」旧ロゴが無くなり、製品のパッケージの裏面などには「®(西暦) Haleon」へ記載変更。同年9月から「シュミテクト」がリニューアルやパッケージデザインの変更に伴って順次パッケージへの「HALEON」ロゴの表記が開始される。
2024年11月には、2023年10月にグローバル全体でスウェーデンのカロ・ヘルスケアへ売却した水虫薬ブランド「ラミシール」について、カロとのライセンス契約に基づいて日本での製造販売承認を全薬工業へ承継させた。このため、2025年を通して、ドラッグストアの店頭に、「GSK」旧ロゴ付き（GSK CHJ時代）、「HALEON」ロゴ付き（Haleonジャパン時代）、ロゴなし（全薬工業時代）の3種類のパッケージの「ラミシール」が並ぶ事になった。
宣伝に当たっては、商品名を前面に出し社名をあまり出さない手法をとり、提供クレジットやCMでテロップを出す程度である。（欧米の大衆薬の宣伝には多く見られる）

### ブランド
日本国内においてはGSK CHJ社が扱うブランドがそのまま維持され、オーラルケアブランドでは引き続きアース製薬が発売元となっている。保有ブランドは以下のとおりである。
オーラルヘルスケア
- シュミテクト（海外名：Sensodyne（センソダイン））
- カムテクト（海外名：Parodontax（パロドンタックス））
- アクアフレッシュ（Aquafresh）
- ポリデント（Polident）
- ポリグリップ（Poligrip）
- バイオティーン（Biotene）

一般用医薬品
- コンタック
- フルナーゼ（Flonase） - 2023年11月のパッケージデザイン変更により、「コンタック」のサブブランドへ移行された。
- ボルタレン（Voltaren）
- ニコチネル

### キャラクター
コンタックのCMに登場するキャラクター名は、「Mr.コンタック」。薬のカプセルの姿をしており、1996年からCMに登場し、ビリヤードやスキー、オルガンなどユーモアあふれる独特のキャラクターとして人気が高く、「赤と白のつぶつぶ〜入ってるからやないの」のフレーズが有名である。笑福亭笑瓶が主に声を担当。2022年2月から放映された「新コンタック鼻炎Z」で初めて2Dアニメーション化された。

### 歴代CM出演者

#### 現在
※2025年3月時点
- 本田圭佑 - シュミテクトプラチナプロテクトEX
- 内田有紀 - シュミテクト歯周病ダブルケアEX
- ディーン・フジオカ - シュミテクトコンプリートワンEX
- 小池栄子 - シュミテクト 歯周病ケア
- 今田美桜 - シュミテクト フューチャーホワイトケア
- カズレーザー（メイプル超合金） - カムテクト
- 戸田恵子 - ポリデント、ポリグリップ

#### 過去
- 中山仁 - コンタック[13]
- 笑福亭笑瓶 - コンタック[14]
- 中原理恵 - コンタック600
- 西本幸雄 - コンタック600
- 和泉元秀 - コンタック600
- 伊武雅刀 - コンタック600
- 細野晴臣 - コンタック600
- 大貫妙子 - コンタック600（細野晴臣出演CMにてナレーション）
- 五代目 中村勘九郎 - コンタック総合感冒薬
- 小林稔侍 - コンタック総合感冒薬
- 滝沢カレン - 新コンタックかぜ総合
- 広瀬すず - 新コンタックかぜ総合
- 高品格 - ポリデント（小林製薬→小林ブロックが発売元だった時代から出演）
- 船越英二 - ポリデント（小林製薬→小林ブロックが発売元だった時代から出演）
- 八千草薫 - ポリデント
- 小日向文世 - ポリデント、ポリグリップ
- 西田ひかる - アクアフレッシュ
- 成海璃子 - アクアフレッシュ
- 辺見えみり - シュミテクト
- 麻木久仁子 - シュミテクト
- 小島奈津子 - シュミテクト
- 久保純子 - シュミテクト
- 杉山愛 - シュミテクト
- 住吉美紀 - シュミテクト
- 黒谷友香 - シュミテクト歯周病ケア
- 大塚寧々 - シュミテクト歯周病ケア
- 遼河はるひ - シュミテクト歯周病ケア
- 森理世 - シュミテクトPROエナメル
- 川原亜矢子 - シュミテクトトゥルーホワイト
- 成宮寛貴 - シュミテクトコンプリートワンEX
- 木村佳乃 - シュミテクトコンプリートワンEX
- 大谷亮平 - シュミテクトコンプリートワンEX、ボルタレンEX、ポリデント デンタルラボ
- 西尾由佳理 - シュミテクトやさしくホワイトニング
- ホラン千秋 - シュミテクトやさしくホワイトニングEX
- 小島瑠璃子 - シュミテクトやさしくホワイトニングEX
- 佐々木希 - シュミテクトやさしくホワイトニングEX
- 高橋メアリージュン - シュミテクトバリア&プロテクト、フルナーゼ
- 及川光博 - カムテクト
- 秋野暢子 - カムテクト
- 真矢ミキ - ボルタレンEX